# Directive concernant les marchés d'instruments financiers
Pour les articles homonymes, voir MIF.
 (février 2012).
La directive concernant les marchés d'instruments financiers (MIF, en anglais Markets in Financial Instruments Directive, MIFID), publiée au Journal officiel de l’Union européenne le 30 avril 2004, est l’un des éléments clés du Plan d’action des services financiers 2005-2010 lancé par la Commission européenne. Ce texte particulièrement détaillé (il comporte 73 articles, accompagnés de mesures d'exécution) est entré en application le 1er novembre 2007, bien que certaines transpositions en droit national soient encore en cours par les autorités de régulation de quelques États membres.
En complétant (et en renforçant) les exigences de la Directive de 1993 sur les Services d’Investissement (DSI), la directive MIF devrait à terme modifier radicalement le paysage boursier paneuropéen. Les acteurs de la Place annoncent déjà une « révolution », avec des conséquences stratégiques, organisationnelles et technologiques importantes pour toutes les banques et entreprises d’investissement.

## Enjeux

### Modifications structurelles sur les marchés
Premièrement, la directive MIF s’attache à faire évoluer le contexte concurrentiel des marchés financiers. Pour ce faire, une partie de ses mesures visent à :
1. Instaurer une concurrence entre les lieux d’exécution des ordres. L'option de concentration des ordres sur les marchés réglementés laissée par la Directive sur les Services d'Investissement est abandonnée. L'exécution d'un ordre portant sur un instrument financier admis à la négociation sur un marché réglementé peut désormais être négociée sur différents lieux d'exécution. En clair, cette disposition réduit le rôle traditionnel des bourses de valeur en autorisant une concurrence de la part d'autres institutions ; depuis l'entrée en vigueur de cette directive, les ordres peuvent être négociés sur un marché réglementé, sur un Système Multilatéral de Négociation ou « SMN » (Multilateral Trading Facilities ou « MTF » en anglais) qui fonctionne selon le même mécanisme qu'un marché réglementé) ou par internalisation de l'ordre sur le compte propre de l'intermédiaire (ce dernier se portant contrepartie). Pour la France en particulier, il s’agit d’une véritable transformation dans la mesure où elle avait choisi le principe d'un carnet d'ordres centralisé.
2. Harmoniser les conditions d’exercice des prestataires de services d’investissement à travers l’Union européenne. Le passeport européen, qui consiste à permettre à une entreprise ayant obtenu un agrément de l’autorité de son pays d’origine de distribuer ses produits dans toute l’Union européenne, va être étendu à davantage de services d’investissement.

### Modifications organisationnelles dans les entreprises
Deuxièmement, la directive MIF entend - à l’inverse - accroître la réglementation en vigueur. Cela se traduit par :
1. Une obligation de classification et d’information des clients pour les prestataires de services d’investissement. Le raisonnement retenu est le suivant : moins les clients sont expérimentés, plus ils ont le droit à des protections. Trois classes de clients sont prévues : les contreparties éligibles (les banques et établissements financiers), les professionnels (les entreprises) et les non professionnels (les particuliers).
2. La nécessaire formalisation des processus d’exécution des ordres des acteurs sur les marchés financiers à travers l’élaboration d’une politique d’exécution. Toute entreprise devra ainsi présenter à ses clients sa politique d’exécution et la leur faire accepter. Qui plus est, cette politique d’exécution est assortie d’une obligation de meilleure exécution. Celle-ci implique la mise en place de dispositifs garantissant le meilleur processus d’exécution des ordres pour chaque client (évalué notamment par les coûts ou la rapidité associés).
3. Des exigences organisationnelles renforcées pour les entreprises proposant des services d’investissement : adaptation des règles pour les fonctions de contrôle interne et de conformité, mise en place de politiques destinées à la gestion des conflits d’intérêt, instauration de dispositifs de contrôle des prestations externalisées, etc.

## Acteurs concernés
Sont concernés par cette directive les entreprises d’investissement (y compris les sociétés de gestion de portefeuille), les établissements de crédit, les entreprises de marché, mais également d’autres acteurs qui ne lui sont pas directement assujettis : conseillers en investissements financiers, investisseurs, diffuseurs d'informations financières et sociétés cotées.

## Calendrier et textes
La directive MIF a été élaborée selon le processus dit Lamfalussy, une approche réglementaire qui comprend quatre niveaux.
- Niveau 1 (2004) : Directive cadre (Directive 2004/39/CE).
- Niveau 2 (2006) : Mesures d'exécution de la directive (Règlement (CE) n°1287/2006 et Directive 2006/73/CE).
- Niveau 3 (2007) : Coopération entre les régulateurs européens au sein du Committee of European Securities Regulators (CESR).
- Niveau 4 (2008) : Contrôle de la mise en œuvre de la législation communautaire.

La transposition de la directive en droit national par les autorités de régulation des États membres a été effectuée principalement courant 2007. En France, le Conseil des Ministres du 11 avril 2007 a adopté l'ordonnance transposant la directive MIF (par voie législative via l’évolution du Code monétaire et financier) et le règlement général de l'Autorité des marchés financiers (AMF) a été modifié le 15 mai 2007. Six décrets d'applications ont également complété la définition du nouveau cadre réglementaire. Parmi les prochaines étapes figure l'éventuelle publication de codes de bonne conduite. La directive MIF est entrée en vigueur le 1er novembre 2007.

## Résultats
Des évaluations menées par l'Association française des marchés financiers et du Comité européen des régulateurs boursiers ont mis en évidence un certain nombre d'effets pervers de la Directive. En introduisant de la concurrence, celle-ci a fragmenté la liquidité. Les coûts nominaux de transaction ont subi une baisse unitaire ; toutefois la multiplication des centres d'échange s'est traduite par une réduction des ordres moyens, qui s'explique dans le cas de donneurs de gros ordres par une division de ces ordres, afin d'intervenir sur les différents marchés. Pour les acteurs multi-marchés, le coût moyen de transaction a augmenté. D'autre part, les moyens à mettre en œuvre pour bénéficier d'une information complète en temps réel ou pour pouvoir intervenir directement sur plusieurs marchés en simultané sont d'un coût élevé, et de facto réservés à quelques grandes banques. Globalement, la version initiale de la Directive a donc abouti à l'inverse de l'effet annoncé : baisse de la qualité de l'information, sauf recours à des services payants coûteux, hausse du coût de transaction moyen et diminution de la liquidité, sauf pour les grands opérateurs internationaux, qui bénéficient d'une plus forte concentration, à l'encontre du but recherché.

## MiFID II / MiFIR
En juin 2014, la Commission européenne a adopté de nouvelles règles révisant le cadre MiFID, rassemblées dans une directive (MiFID II) et un règlement (MiFIR).
La MiFID II vise à renforcer les règles européennes actuelles applicables aux marchés :
- en veillant à ce que le trading sur marché organisé se fasse via des plateformes réglementées ;
- en introduisant des règles applicables au trading algorithmique et haute fréquence ;
- en améliorant la transparence et la surveillance des marchés financiers (y compris les marchés de produits dérivés), et en comblant certaines lacunes des marchés de dérivés sur les matières premières[4] ;
- en renforçant la protection des investisseurs et en améliorant les règles de conduite des affaires et les conditions de concurrence dans le trading et la compensation des instruments financiers.

Sur la base des règles déjà en place, les règles de la MiFID révisée doivent aussi renforcer la protection des investisseurs en introduisant des exigences sur l'organisation et la conduite des acteurs sur ces marchés.
Le MiFIR définit les exigences suivantes sur :
- la communication au public des données relatives aux activités de trading ;
- la communication des données de transactions aux autorités de réglementation et de surveillance ;
- l'obligation du trading de produits dérivés sur des marchés organisés ;
- la suppression des barrières entre marchés organisés et fournisseurs de services de compensation, pour assurer une plus grande concurrence ;
- les actions spécifiques de surveillance concernant les instruments financiers et les positions sur des produits dérivés.

La MiFID II et la MiFIR sont entrées en vigueur le 2 juillet 2014. Leur application au sein des États membres devait avoir lieu avant le 3 janvier 2017. Cependant, en février 2016, la Commission européenne a officiellement retardé d'un an la date de mise en œuvre de la directive (janvier 2018), pour permettre aux régulateurs et acteurs de marché de mettre en place les systèmes informatiques indispensables à l'entrée en vigueur des nouvelles règles.